# Amendoeira (Macedo de Cavaleiros)
Amendoeira es una freguesia portuguesa del municipio de Macedo de Cavaleiros, con 15,54 km² de superficie y 490 habitantes (2001). Su densidad de población es de 31,5 hab/km².